# Tim Miller (filmrendező)
Timothy Miller (Fort Washington, Maryland, 1964. október 10.–) amerikai filmrendező és vizuális effekt művész.
Debütáló játékfilmje rendezőként a 2016-ban bemutatott Deadpool című film. A Gopher Broke (2004) című rövid animációs film társ-forgatókönyvírójaként és executive producereként Oscar-díjra jelölték a legjobb animációs rövidfilm kategóriában. Miller rendezte a Terminátor: Sötét végzet (2019), valamint ő tervezte A tetovált lány és a Thor: Sötét világ című filmek címsorát.

## Élete és pályafutása
Miller a marylandi Fort Washingtonban született. A főiskolán illusztrációt és animációkészítést tanult.

## Filmográfia

### Nagyjátékfilmek
| Év   | Magyar cím               | Eredeti cím           | Rendező | Vezető producer | Megjegyzés        |
| ---- | ------------------------ | --------------------- | ------- | --------------- | ----------------- |
| 2016 | Deadpool                 | Deadpool              | Igen    | Nem             |                   |
| 2019 | Terminátor: Sötét végzet | Terminator: Dark Fate | Igen    | Igen            | kreatív tanácsadó |
| 2020 | Sonic, a sündisznó       | Sonic the Hedgehog    | Nem     | Igen            |                   |
| 2022 | Sonic, a sündisznó 2.    | Sonic the Hedgehog 2  | Nem     | Igen            |                   |
| 2024 | Sonic, a sündisznó 3.    | Sonic the Hedgehog 3  | Nem     | Igen            |                   |

### Televíziós sorozatok
| Év   | Cím                  | Rendező | Vezető Producer | Megjegyzés                                          |
| ---- | -------------------- | ------- | --------------- | --------------------------------------------------- |
| 2019 | Love, Death & Robots | Igen    | Igen            | sorozat megalkotója rendező ("Ice Age" című epizód) |

### Egyéb közreműködések

#### Film
| Év   | Magyar cím                  | Eredeti cím                     | Szerep                             |
| ---- | --------------------------- | ------------------------------- | ---------------------------------- |
| 1995 | Rejtekhely                  | Hideaway                        | vizuális effekt                    |
| 2010 | Scott Pilgrim a világ ellen | Scott Pilgrim vs. the World     | felügyelő (Ninja Ninja jelenet)    |
| 2011 | A tetovált lány             | The Girl with the Dragon Tattoo | kreatív rendező                    |
| 2013 | Thor: Sötét világ           | Thor: The Dark World            | akciórendező (nyitójelenet)        |
| 2024 | Borderlands                 | Borderlands                     | újraforgatási munkálatok rendezője |

#### Videójátékok
| Év   | Cím                         | Szerep                      |
| ---- | --------------------------- | --------------------------- |
| 2007 | Hellgate: London            | vizuális effekt             |
| 2009 | Halo Wars                   | kreatív rendező             |
| 2010 | Mass Effect 2               | vizuális effektek felügyelő |
| 2011 | Star Wars: The Old Republic | vizuális effektek felügyelő |